# Dolichopus abaftanus
Dolichopus abaftanus är en tvåvingeart som beskrevs av Harmston 1966. Dolichopus abaftanus ingår i släktet Dolichopus och familjen styltflugor.
Artens utbredningsområde är Oregon. Inga underarter finns listade i Catalogue of Life.